# کریستوفر شان
کریستوفر شان فریل (انگلیسی: Christopher Sean Friel؛ زادهٔ ۲۵ اکتبر ۱۹۸۵) بازیگر اهل ایالات متحده آمریکا است. که به خاطر ایفای نقش پل ناریتا در سریال روزهای زندگی ما شناخته می‌شود. او پیش از این نقش گابریل وینکروفت را در سریال هاوایی فایو-زیرو و نقش برندون را در سریال تو بازی کرده است. شان همچنین به خاطر صداپیشگی نقش‌های اصلی مانند کازودا شیونو در سریال کارتونی جنگ ستارگان، دیک گریسون در بازی ویدیویی شوالیه‌های گاتهام و اولترامن در فیلم انیمیشنی «اولترامن: خیزش» محصول نتفلیکس، به شهرت رسید. وی از سال ۲۰۱۰ میلادی تاکنون مشغول فعالیت بوده است.

## زندگی شخصی
کریستوفر شان فریل در ۲۵ اکتبر ۱۹۸۵ در اوک هاربور واشینگتن در یک خانواده ارتشی متولد شد زیرا پدرش عضو نیروی دریایی ایالات متحده آمریکا بود. او دو خواهر به نام‌های کندیس و ملودی دارد. خانواده شان پس از تولد او به کالیفرنیا جنوبی نقل مکان کرده و شان در آن جا بزرگ شد. وی از طرف مادری، اصالت ژاپنی داشته و از طرف پدری ایرلندی، اسپانیایی و آلمانی است.
پدر شان وقتی بخاطر ماموریت دور از خانه بود، از آنجا با خانواده‌اش به صورت تصویری ارتباط برقرار میکرد در نتیجه، شان اکثر اوقات جلوی دوربین حاضر بوده و آن تجربیات او را به بازیگری ترغیب کرد. شان در دوران کودکی و نوجوانی بخاطر علاقه شدید به بروس لی یک پوستر بزرگ از او را روی دیوار اتاقش نصب کرده بود و او را الگوی خود می‌دانست. به خاطر این علاقه در رشته‌های بوکس، تکواندو ، کشتی، جوجیتسو و هنرهای رزمی ترکیبی فعالیت داشت. 
شان به زبان ژاپنی تسلط دارد زیرا آن را از والدینش، زمانی که پدرش به ناو جنگی یواس‌اس تریپولی اعزام شد، آموخته بود.

## حرفه
شان فاش کرد که به دلیل قومیت مختلطش (اروپایی-آسیایی) در اوایل کارش با مشکل مواجه بوده است و گفت: «من به اندازه کافی آسیایی نیستم که نقش‌های آسیایی بازی کنم و به اندازه کافی سفید نیستم که نقش‌های سفیدپوست بازی کنم.» او برای سریال تلویزیونی بیمارستان عمومی تست بازیگری داد، اما به اعتراف خودش به دلیل کمبود تجربه، تست بازیگری را خراب کرده است. او در سال ۲۰۱۴، در نقش گابریل وینکروفت در سریال هاوایی فایو-زیرو به ایفای نقش پرداخت.
در اکتبر ۲۰۱۴، اعلام شد که شان به جمع بازیگران سریال روزهای زندگی ما پیوسته است. او در آن سریال، نقش پاول ناریتا را به عنوان یک کاراکتر همجنسگرا آشکار بازی کرد. شان در سال ۲۰۱۸ این سریال را ترک کرد، اما این نقش را در سریال کوتاه «روزهای زندگی ما: فراتر از سالم» در سال ۲۰۲۲ دوباره بازی کرد.
وی در عرصه صداپیشگی نقش‌های اصلی مانند کازودا شیونو در سریال کارتونی جنگ ستارگان، دیک گریسون در بازی ویدیویی شوالیه‌های گاتهام و اولترامن در فیلم انیمیشنی «اولترامن: خیزش» محصول نتفلیکس نیز فعالیت داشته است.

## فیلم‌شناسی
| سال             | عنوان                               | نقش                | یادداشت‌ها               |
| --------------- | ----------------------------------- | ------------------ | ----------------------- |
| ۲۰۱۰            | جسور و زیبا                         | خادم               | دو قسمت                 |
| ۲۰۱۰            | پادشاه ابدی                         | کلی                | فیلم کوتاه              |
| ۲۰۱۲            | ارتفاعات هالیوود (مجموعه تلویزیونی) | فرد تنهای شماره یک | دو قسمت                 |
| ۲۰۱۲            | برگرد به آبی                        | کریس               | فیلم کوتاه              |
| ۲۰۱۲–۲۰۱۳       | خاطرات الیزابت بنت                  | بنگ لی             | نقش اصلی                |
| ۲۰۱۳            | سخت تر                              | ج. بی. لیکان       | نقش اصلی                |
| ۲۰۱۳            | پروژه میندی                         | نقش شماره ۲        | قسمت: "فراست پارتی"     |
| ۲۰۱۳            | رویای بزرگ آمریکایی                 | فرات               | فیلم                    |
| ۲۰۱۴            | از فاحشۀ کام بپرسید                 | چانس فون تندرمست   | دو قسمت                 |
| ۲۰۱۴            | سینوپ ها                            | دانشجو یوگا        | قسمت: "راتینی"          |
| ۲۰۱۴–۲۰۱۶       | هاوایی فایو-زیرو                    | گابریل وینکرفت     | نقش تکراری؛ ۱۳ قسمت     |
| ۲۰۱۴–۲۰۱۸, ۲۰۲۳ | روزهای زندگی ما                     | پال ناریتا         | سریال                   |
| ۲۰۱۷            | دوباره جوانی                        | فرات               |                         |
| ۲۰۱۸–۲۰۲۰       | جنگ ستارگان مقاومت                  | کازودا سیونو       | نقش اصلی؛ صداپیشگی      |
| ۲۰۱۹            | قاتل توی خونه است                   | کابل هایز          |                         |
| ۲۰۲۱            | تو                                  | براندون            | نقش تکراری              |
| ۲۰۲۱            | جنگ ستارگان: دیدگاه‌ها               | آسو                | عروسی روستایی؛ صداپیشگی |
| ۲۰۲۱            | ان‌سی‌آی‌اس: لس آنجلس                  | "جاک تاناکا"       |                         |
| ۲۰۲۲            | روزهای زندگی ما: فراتر از سالم      | پال ناریتا         |                         |
| ۲۰۲۴            | "الترامن: بالا رفتن                 | کین ساتو؛ الترامن  | صداپیشگی                |